# Sangita Tripathi
 Sangita Tripathi, née le 8 juillet 1968 à Paris, est une escrimeuse française pratiquant l'épée. Elle a été championne du monde avec l'équipe de France d’épée féminine en 1998 et elle est la première Française à avoir remporté le titre de championne d'Europe à l’épreuve individuelle en 1994 à Cracovie.
Elle remporte 3 médailles lors des Universiades de Sheffield en 1991 et Buffalo en 1993. Elle participe aussi aux Universiades de Fukuoka en 1995.
Sangita Tripathi a été sélectionnée aux Jeux olympiques de Sydney 2000 (14e à l'individuel, 5e par équipe) Elle a mis fin à sa carrière en 2004.
Elle est titulaire d'un DEA de relations internationales de l'INALCO (spécialité: Inde et Pakistan), des C.A.P de pâtisserie et de cuisine et du Brevet d'Etat 1er degré d'escrime.
Après avoir été formée par plusieurs Meilleurs Ouvriers de France en pâtisserie et en cuisine, elle s'est associée à Frédérique Jossinet pour créer l'entreprise « Rue de l'étoile » Pâtisserie.
Elle est aussi tromboniste et joue de la musique cubaine avec "Grupo 85" et "Orquesta Misol".

## Distinctions
- Médaille de la jeunesse, des sports et de l'engagement associatif, or (1998)
- Chevalière de l'ordre national du Mérite (2013)

## Palmarès
- Championnats du monde d'escrime
  -  Championne du monde à l’épée par équipes aux championnats du monde de 1998 à La Chaux-de-Fonds
  -  Médaillée d'argent à l’épée par équipes aux championnats du monde de 1995 à La Haye
  -  Vainqueur de la Coupe du Monde par équipe en 2003
- Championnats d'Europe d'escrime
  -  Championne d’Europe aux championnats du monde de 1994 à Cracovie
  - Médaille de bronze  aux championnats du monde de 1996 à Limoges
- Championnats de France d'escrime
  -  Championne de France en 1996 et 1999

- Universiades
  -  Médaille de bronze par équipe en 1991,
  -  Médaille d'argent à l'individuel en 1993,
  -  Médaille d'argent par équipe en 1993.